# ديف دونالدسون (اقتصادي)
ديف دونالدسون هو اقتصادي كندي، ولد في 4 يونيو 1978.

## وصلات خارجية
- الموقع الرسمي